# Trædrejning
Trædrejning er det håndværk at fremstille runde og cylinderformede genstande i træ på en drejebænk, som er en maskine, der drejer arbejdsemnet rundt, mens trædrejeren med et skarpt drejestål bearbejder træet til den ønskede form. En kunstdrejer er en drejer, der udfører finere drejerarbejde.
Trædrejning er den ældste form for drejning kendt gennem årtusinder, men også andre materialer kan i vore dage drejes, først og fremmest metaller, hvilket i største udstrækning sker på automatisk styrede maskiner, CNC-maskiner, i forbindelse med masseproduktion. Visse plastiktyper kan også være emne for drejning.
Trædrejning (og metaldrejning) kan indgå i sløjdundervisningen fra 8. klassetrin på motordreven drejebænk. Ved trædrejning fra 8. klasse langsdrejning med maximal diameter 30 cm og længde 60 cm, ved metaldrejning pinolhøjde 12 cm, max. længde 60 cm, klo afskærmet. Fra 10. klasse er tværsdrejning på trædrejebænk tilladt. (AT-meddelelse nr. 4.01.8 af nov. 1998).
Hånd- eller foddrevne trædrejebænke må gerne anvendes på alle klassetrin efter lærerens vurdering af elevernes modenhed.
Trædrejning er et håndværk, der er mindst 5000 år gammelt, idet der er overleveret drejede trægenstande fra den ægyptiske stenalder, men det ældste overleverede billede af en trædrejebænk er fra en ægyptisk grav fra ca. 300 f.Kr. Fra middelalderen er der god dokumentation for trædrejebænke, der drives ved hjælp af et bånd mellem en fjedrende stang over bænken, rundt om drejeemnet og ned til en fodpedal. Med dette system kørte emnet skiftesvis frem og tilbage, men kunne kun bearbejdes i den ene retning. Den ældste kendte konstruktion af en trædrejebænk, hvor emnet drejede i kun én retning, er foretaget af Leonardo da Vinci for mere end 500 år siden. Denne drejebænk har et stort svinghjul, en krumtap og en pedal.

## Note
1. ↑  Kunstdrejer — Ordbog — ODS